# Club Calcio Catania 1966-1967
Questa pagina raccoglie le informazioni riguardanti il Club Calcio Catania nelle competizioni ufficiali della stagione 1966-1967.

## Stagione
All'indomani dell'amara retrocessione in Serie B, dopo sei anni di massima serie è dura dover ripartire dal basso. Si riparte con Dino Ballacci in panchina, ex tecnico del Catanzaro con la fama di duro. Per Carlo Facchin il Torino sborsa 55 milioni, più la metà dei cartellini del terzino Luciano Teneggi e dell'ala Enrico Albrigi, alla Reggiana va Giampaolo Lampredi scambiato con lo stopper Paolo Montanari. Se ne vanno anche Giancarlo Cella e Bruno Petroni, dal Novara arriva la mezz'ala Angelo Pereni, dal Como l'ala diciannovenne Giorgio Girol, completa l'attacco Pietro Baisi un centravanti di ventuno anni. Sul campo neutro di Bari, la Lazio elimina il Catania nel primo turno della Coppa Italia. Discreto il campionato cadetto che gli etnei chiuderanno al terzo posto con 42 punti, in compagnia di Catanzaro e Reggiana, dietro la coppia promossa in Serie A, formata da Sampdoria prima con 54 punti e Varese secondo con 51 punti. L'8 aprile 1967 in luogo del Club Calcio Catania, nasce il Calcio Catania S.p.A., una trasformazione imposta dalla nuova regolamentazione sulle società sportive, Ignazio Marcoccio si dimette da Commissario e diventa Amministratore Unico.

## Rosa
| N. |                      | Ruolo | Calciatore           |
| -- | -------------------- | ----- | -------------------- |
|    | Italia (bandiera)    | A     | Enrico Albrigi       |
|    | Italia (bandiera)    | C     | Isidoro Artico       |
|    | Italia (bandiera)    | A     | Pietro Baisi         |
|    | Italia (bandiera)    | A     | Raffaele Bella       |
|    | Italia (bandiera)    | A     | Adriano Contestabile |
|    | Italia (bandiera)    | D     | Remo Bicchierai      |
|    | Italia (bandiera)    | D     | Luciano Buzzacchera  |
|    | Argentina (bandiera) | A     | Salvador Calvanese   |
|    | Italia (bandiera)    | A     | Alberto Carelli      |
|    | Danimarca (bandiera) | A     | Kurt Christensen     |
|    | Italia (bandiera)    | P     | Luigi Criscuolo      |
|    | Italia (bandiera)    | A     | Giovanni Fanello     |

| N. |                   | Ruolo | Calciatore         |
| -- | ----------------- | ----- | ------------------ |
|    | Italia (bandiera) | C     | Renzo Fantazzi     |
|    | Italia (bandiera) | C     | Mario Fara         |
|    | Italia (bandiera) | A     | Giorgio Girol      |
|    | Italia (bandiera) | C     | Giampaolo Imperi   |
|    | Italia (bandiera) | D     | Paolo Montanari    |
|    | Italia (bandiera) | A     | Angelo Pereni      |
|    | Italia (bandiera) | D     | Adamo Puccini      |
|    | Italia (bandiera) | P     | Rino Rado          |
|    | Italia (bandiera) | D     | Renato Rambaldelli |
|    | Italia (bandiera) | D     | Luciano Teneggi    |
|    | Italia (bandiera) | C     | Mauro Vaiani       |
|    | Italia (bandiera) | P     | Giuseppe Vavassori |

## Risultati

### Serie B

#### Girone di andata
| Catania 11 settembre 1966 1ª giornata | Catania            | 0 – 0 | Novara | Stadio Cibali\| Arbitro: \| Possagno (Treviso) \| |
| Arbitro:                              | Possagno (Treviso) |       |        |                                                   |

| Arbitro: | Marengo (Chiavari) |

|            |           |                        |
| Pereni 40’ | Marcatori | 8’, 13’ (rig.) Carrera |

| Arbitro: | Francescon (Padova) |

|              |           |  |
| Leonardi 54’ | Marcatori |  |

| Arbitro: | Carminati (Milano) |

|                              |           |  |
| Sestili 9’, 16’ Cominato 80’ | Marcatori |  |

| Arbitro: | Varazzani (Parma) |

|               |           |  |
| Calvanese 73’ | Marcatori |  |

| Arbitro: | Picasso (Chiavari) |

|                      |           |  |
| Baisi 19’ Artico 75’ | Marcatori |  |

| Arbitro: | Gussoni (Tradate) |

|                |           |                            |
| Ribecchini 62’ | Marcatori | 39’, 87’ Baisi 75’ Fanello |

| Arbitro: | Motta (Monza) |

|                             |           |  |
| Francesconi 62’ Cristin 73’ | Marcatori |  |

| Arbitro: | Righi (Milano) |

|                                     |           |  |
| Baisi 50’ Albrigi 67’ Calvanese 85’ | Marcatori |  |

| Arbitro: | Genel (Trieste) |

|            |           |          |
| Vaiani 37’ | Marcatori | 1’ Bigon |

| Messina 20 novembre 1966 11ª giornata | Messina         | 0 – 0 | Catania | Stadio Giovanni Celeste\| Arbitro: \| Acernese (Roma) \| |
| Arbitro:                              | Acernese (Roma) |       |         |                                                          |

| Arbitro: | Bernardis (Trieste) |

|                    |           |           |
| Bui 25’ Vitali 32’ | Marcatori | 61’ Baisi |

| Arbitro: | Acernese (Roma) |

|                      |           |  |
| De Bellis 86’ (aut.) | Marcatori |  |

| Arbitro: | Gussoni (Tradate) |

|          |           |  |
| Baisi 7’ | Marcatori |  |

| Arbitro: | Canova (Bologna) |

|                                  |           |  |
| Guglielmoni 23’ (rig.) Galli 65’ | Marcatori |  |

| Catania 31 dicembre 1966 16ª giornata | Catania          | 0 – 2 A tav. | Modena | Stadio Cibali\| Arbitro: \| Torelli (Milano) \| |
| Arbitro:                              | Torelli (Milano) |              |        |                                                 |

| Catania 8 gennaio 1967 17ª giornata | Catania         | 0 – 0 | Reggina | Stadio Cibali\| Arbitro: \| Acernese (Roma) \| |
| Arbitro:                            | Acernese (Roma) |       |         |                                                |

| Genova 15 gennaio 1967 18ª giornata | Genoa                        | 0 – 0 | Catania | Stadio Luigi Ferraris\| Arbitro: \| De Robbio (Torre Annunziata) \| |
| Arbitro:                            | De Robbio (Torre Annunziata) |       |         |                                                                     |

| Arbitro: | Piantoni (Terni) |

|                          |           |              |
| Fascetti 63’ Recagni 87’ | Marcatori | 56’ Fantazzi |

#### Girone di ritorno
| Arbitro: | Barbaresco (Cormons) |

|              |           |  |
| Milanesi 75’ | Marcatori |  |

| Arbitro: | Varazzani (Parma) |

|            |           |            |
| Rosito 28’ | Marcatori | 88’ Pereni |

| Catania 19 febbraio 1967 22ª giornata | Catania            | 0 – 0 | Varese | Stadio Cibali\| Arbitro: \| Marchiori (Padova) \| |
| Arbitro:                              | Marchiori (Padova) |       |        |                                                   |

| Arbitro: | Di Tonno (Lecce) |

|           |           |  |
| Baisi 65’ | Marcatori |  |

| Arbitro: | Possagno (Treviso) |

|               |           |           |
| Bazzarini 69’ | Marcatori | 42’ Baisi |

| Arbitro: | Marengo (Chiavari) |

|              |           |  |
| Sega 7’, 53’ | Marcatori |  |

| Arbitro: | Acernese (Roma) |

|                     |           |                |
| Bella 15’ Baisi 87’ | Marcatori | 47’ Mascalaito |

| Catania 26 marzo 1967 27ª giornata | Catania            | 0 – 0 | Sampdoria | Stadio Cibali\| Arbitro: \| Carminati (Milano) \| |
| Arbitro:                           | Carminati (Milano) |       |           |                                                   |

| Reggio Emilia 9 aprile 1967 28ª giornata | Reggiana          | 0 – 0 | Catania | Stadio Mirabello\| Arbitro: \| Gussoni (Tradate) \| |
| Arbitro:                                 | Gussoni (Tradate) |       |         |                                                     |

| Arbitro: | Carminati (Milano) |

|  |           |                    |
|  | Marcatori | 52’ (aut.) Cervato |

| Arbitro: | Acernese (Roma) |

|           |           |             |
| Girol 44’ | Marcatori | 83’ La Rosa |

| Arbitro: | Possagno (Treviso) |

|                             |           |              |
| Girol 55’ Sardei 56’ (aut.) | Marcatori | 77’ Tribuzio |

| Arbitro: | Giunti (Arezzo) |

|  |           |          |
|  | Marcatori | 12’ Fara |

| Arbitro: | Sabbatini (Ancona) |

|                     |           |           |
| Lojacono 83’ (rig.) | Marcatori | 58’ Girol |

| Arbitro: | Motta (Monza) |

|                          |           |  |
| Pereni 42’ Calvanese 68’ | Marcatori |  |

| Arbitro: | Caligaris (Alessandria) |

|          |           |                             |
| Toro 51’ | Marcatori | 18’, 79’ Girol 81’ Fantazzi |

| Arbitro: | Vitullo (Roma) |

|             |           |  |
| Clerici 73’ | Marcatori |  |

| Arbitro: | Giunti (Arezzo) |

|                          |           |               |
| Contestabile 7’ Fara 38’ | Marcatori | 55’ Locatelli |

| Arbitro: | Francescon (Padova) |

|                          |           |           |
| Christensen 62’ Fara 86’ | Marcatori | 25’ Fazzi |

### Coppa Italia
| Arbitro: | Di Tonno (Lecce) |

|  |           |             |
|  | Marcatori | 29’ D'Amato |

## Statistiche

### Statistiche di squadra
| Competizione | Punti | In casa | In casa | In casa | In casa | In casa | In casa | In trasferta | In trasferta | In trasferta | In trasferta | In trasferta | In trasferta | Totale | Totale | Totale | Totale | Totale | Totale | DR |
| Competizione | Punti | G       | V       | N       | P       | Gf      | Gs      | G            | V            | N            | P            | Gf           | Gs           | G      | V      | N      | P      | Gf     | Gs     | DR |
| ------------ | ----- | ------- | ------- | ------- | ------- | ------- | ------- | ------------ | ------------ | ------------ | ------------ | ------------ | ------------ | ------ | ------ | ------ | ------ | ------ | ------ | -- |
| Serie B      | 42    | 19      | 11      | 6       | 2       | 22      | 10      | 19           | 4            | 6            | 9            | 13           | 21           | 38     | 15     | 12     | 11     | 35     | 31     | +4 |
| Coppa Italia |       | 1       | 0       | 0       | 1       | 0       | 1       | -            | -            | -            | -            | -            | -            | 1      | 0      | 0      | 1      | 0      | 1      | -1 |
| Totale       |       | 20      | 11      | 6       | 3       | 22      | 11      | 19           | 4            | 6            | 9            | 13           | 21           | 39     | 15     | 12     | 12     | 35     | 32     | +3 |

### Statistiche dei giocatori
| Giocatore       | Serie B  | Serie B | Coppa Italia | Coppa Italia | Totale   | Totale |
| Giocatore       | Presenze | Reti    | Presenze     | Reti         | Presenze | Reti   |
| --------------- | -------- | ------- | ------------ | ------------ | -------- | ------ |
| E. Albrigi      | 32       | 1       | ?            | ?            | 32+      | 1+     |
| I. Artico       | 7        | 1       | ?            | ?            | 7+       | 1+     |
| P. Baisi        | 34       | 9       | ?            | ?            | 34+      | 9+     |
| R. Bella        | 2        | 1       | ?            | ?            | 2+       | 1+     |
| R. Bicchierai   | 11       | 0       | ?            | ?            | 11+      | 0+     |
| L. Buzzacchera  | 36       | 0       | ?            | ?            | 36+      | 0+     |
| S. Calvanese    | 16       | 3       | ?            | ?            | 16+      | 3+     |
| A. Carelli      | 3        | 1       | ?            | ?            | 3+       | 1+     |
| K. Christensen  | 2        | 1       | ?            | ?            | 2+       | 1+     |
| L. Criscuolo    | 2        | -1      | ?            | ?            | 2+       | -1+    |
| A. Contestabile | 1        | 1       | ?            | ?            | 1+       | 1+     |
| G. Fanello      | 5        | 1       | ?            | ?            | 5+       | 1+     |
| R. Fantazzi     | 23       | 2       | ?            | ?            | 23+      | 2+     |
| M. Fara         | 27       | 3       | ?            | ?            | 27+      | 3+     |
| G. Girol        | 19       | 6       | ?            | ?            | 19+      | 6+     |
| G. Imperi       | 12       | 0       | ?            | ?            | 12+      | 0+     |
| P. Montanari    | 34       | 0       | ?            | ?            | 34+      | 0+     |
| A. Pereni       | 31       | 3       | ?            | ?            | 31+      | 3+     |
| A. Puccini      | 2        | 0       | ?            | ?            | 2+       | 0+     |
| R. Rado         | 28       | -19     | ?            | ?            | 28+      | -19+   |
| R. Rambaldelli  | 34       | 0       | ?            | ?            | 34+      | 0+     |
| L. Teneggi      | 16       | 0       | ?            | ?            | 16+      | 0+     |
| M. Vaiani       | 33       | 1       | ?            | ?            | 33+      | 1+     |
| G. Vavassori    | 8        | -9      | ?            | ?            | 8+       | -9+    |